# Białopole (województwo dolnośląskie)
Białopole (niem. Sommerau) – wieś w Polsce położona w województwie dolnośląskim, w powiecie zgorzeleckim, w gminie Bogatynia.

## Położenie
Białopole to niewielka przygraniczna wieś o długości około 0,4 km leżąca na skraju Kotliny Turoszowskiej, na wysokości około 285–305 m n.p.m.

## Podział administracyjny
W latach 1975–1998 miejscowość administracyjnie należała do województwa jeleniogórskiego.

## Historia
Białopole powstało najprawdopodobniej w XV wieku jako osada założona przez kolonistów niemieckich. W XVIII wieku był tu folwark i młyn wodny, a mieszkańcy trudnili się rolnictwem i tkactwem chałupniczym. W 1836 roku wieś liczyła 44 domy. Po 1945 roku wieś nie zmieniła się, w 1988 roku było tu 11 gospodarstw rolnych. 

## Demografia
Według Narodowego Spisu Powszechnego (III 2011 r.) liczyło 45 mieszkańców. Jest jedną z 2 najmniejszych miejscowości gminy Bogatynia (każda z nich posiada mniej niż 50 mieszkańców).

## Zabytki
W Białopolu zachowało się kilka domów, stanowiących charakterystyczne dla regionu przykłady budownictwa ludowego.